# Фехтование на летних Олимпийских играх 1896 — рапира среди маэстро
Соревнования по фехтованию на рапирах среди мужчин-маэстро на летних Олимпийских играх 1896 прошли 7 апреля. Приняли участие два спортсмена из двух стран. Это был единственный случай, когда к турниру были допущены профессионалы.

## Призёры
| Золото                 | Серебро             | Бронза |
| Леонидас Пиргос Греция | Жан Перроне Франция | —      |

## Соревнование
| Поединок | Победитель            | Счёт | Проигравший       |
| -------- | --------------------- | ---- | ----------------- |
| 1        | Леонидас Пиргос (GRE) | 3-1  | Жан Перроне (FRA) |